# Лавров, Александр Сергеевич
Алекса́ндр Серге́евич Лавро́в (11 августа 1929, Москва, — 15 апреля 2011, Москва) — советский и российский сценарист, драматург, писатель и публицист. Вместе с женой, Ольгой Лавровой известен как один из авторов сценариев для серий популярного в СССР телесериала «Следствие ведут ЗнаТоКи».

## Биография
Родился 11 августа 1929 года в Москве.
Его отец, Сергей Сергеевич Городецкий (1902—1978), доктор технических наук, профессор, был ведущим работником Научно-исследовательского института кабельной промышленности.
Александр Сергеевич Лавров окончил Московский юридический институт в 1955 году и до начала 1970-х годов работал в следственных органах МВД СССР.
Ещё в студенческие годы у него появился интерес к литературе; во время учёбы он регулярно посещал литературный семинар, где студенты писали детективные рассказы и эссе. Этот же кружок одновременно с Александром Лавровым посещали  Фридрих Незнанский и Гелий Рябов.
С 1960-х годов Лавров вместе с женой активно включился в литературную и журналистскую деятельность. Первыми работами супружеской четы стали документальные фильмы «Петровка, 38» и «Особо опасен», снятые о деятельности милиции, а также серия публицистических произведений в духе социалистического воспитания. Книга «Молодёжный оперативный» рассказывает о важности работы комсомольских дружин по охране общественного порядка, брошюра «ЧП — дармоед!» о борьбе с тунеядством, а книги «Чтобы не совершилось преступление», «Товарищ ребёнок», «Воспитание чувств» и «Вы, ваш ребёнок и мир вокруг» были адресованы родителям в помощь по воспитанию детей.
В 1965 году вышел первый художественный сборник рассказов «Солдаты в синих шинелях». В супружеском тандеме Александр Сергеевич выполнял роль генератора детективных идей, часто связанных с реальными уголовными делами из практики, а Ольга Александровна, окончившая редакторский факультет Полиграфического института, литературно оформляла намеченные сюжеты.

### Сериал «Следствие ведут ЗнаТоКи»
К началу 1970-х годов Александр Сергеевич был старшим следователем, однако уже подумывал о полной перемене карьеры с милицейской на литературную. Как раз в это время в рамках программы «очеловечивания» образа советского милиционера, инициатором которой был министр внутренних дел Н. А. Щёлоков, возникла идея создания длительного сериала о милиционерах.
Прошедшая в 1969 году успешная постановка телеспектакля «Солдаты в синих шинелях» режиссёром Евгением Ануфриевым по рассказам Лавровых из одноимённого сборника привлекла внимание к произведениям четы писателей, и они получили заказ на разработку такого сериала.
К концу 1970 года Лавровы представили сценарии первых четырёх серий: «Чёрный маклер», «Расскажи, расскажи, бродяга», «Естественная убыль» и «Волшебные узоры», которые в дальнейшем редакторы и режиссёры перекроили на пять отдельных телеспектаклей. Так, повесть «Чёрный маклер» была разбита на первую серию, собственно «Чёрный маклер» и третью серию «С поличным», повесть «Расскажи, расскажи, бродяга» стала второй серией «Ваше подлинное имя», повесть «Естественная убыль» превратилась в четвёртую серию «Повинную голову…», а повесть «Волшебные узоры» в пятую — «Динозавр».
Лавровы принимали непосредственное участие в создании сериала, высказывали мнения о подборе актёров. Например, именно Александр Сергеевич настоял на том, чтобы роль Зинаиды Яновны Кибрит досталась Эльзе Леждей.
В 1971 году, когда вышли первые серии цикла «Следствие ведут ЗнаТоКи», А. С. Лавров уволился из МВД.
Одновременно с регулярным выходом новых серий телеспектакля на советский экран, в печати публиковались телепьесы. Первый сборник из шести первоначальных дел вышел в 1974 году, второй из следующих четырёх — в 1976 году.
В 1975 году, с дела № 10, сериал стал цветным, а в 1978 году, с дела № 13 «До третьего выстрела», стал телефильмом, и по оценке Леонида Парфёнова, находился на пике своей популярности среди советской телеаудитории. Киносценарий трёхсерийного дела № 10, «Ответный удар», завоевал первую премию Всесоюзного конкурса МВД СССР и Союза писателей СССР, а сценарий дела № 16 «Из жизни фруктов» — вторую премию на этом конкурсе. Активная работа над следующими сериями Знатоков продолжалась вплоть до 1982 года, когда министр внутренних дел Николай Щёлоков был сам уличён в хищениях социалистической собственности, и все его проекты, включая «Знатоков», сильно пострадали. Съёмки сериала возобновились только спустя 3 года, в 1985 году, и в этом же году был опубликован третий выпуск киносценариев. После съёмок дела № 22, «Мафия», в связи с распадом СССР и кардинальными перестановками на телевидении, съёмка новых серий была прекращена.
Успеху сериала у консультантов МВД и у широкой аудитории способствовала юридическая карьера Александра Лаврова. С одной стороны, его тесные связи с аппаратом МВД предоставляли ему доступ к уголовной хронике, которая не публиковалась открыто в СССР, и в основу нескольких дел «Знатоков» легли реальные дела. Например, подделка изделий Фаберже, фигурирующая в деле № 14 «Подпасок с огурцом», основывалась на реальном уголовном деле против Михаила Монастырского, известного в преступной среде под кличкой «Миша-миллионер». Не случайно, Эмилия Каширникова, много лет проработавшая вместе с Лавровыми на телевидении, отмечала, что «Лавровы хорошо владели материалом — часто в основе того или иного спектакля лежали подлинные уголовные дела, у них было потрясающее предвидение, в их работах всегда поднимались проблемы, в решении которых были заинтересованы органы внутренних дел: принятие новых решений, постановлений. Они чувствовали „горящую“ тему и разрабатывали очередной сценарий с учётом её». С другой стороны, Лавровых изначально ещё задолго до создания Знатоков волновала тема предотвращения преступлений на ранней стадии, в детстве и юности, что нашло отражение в их ранних публицистических работах, а именно такое направление сочеталось с социальной задачей сериала, сформулированной Н. А. Щёлоковым. Как отмечает Эмилия Каширникова, «Александр и Ольга Лавровы были хорошо известны своими статьями, книгами, сценариями документальных кинолент о правовом воспитании, о предупреждении преступности и борьбе с ней».

### После распада СССР
В 1995 году Александр Сергеевич, недовольный тем, что он не получает никаких отчислений от многочисленных показов «Знатоков» в России, инициировал многочисленные судебные процессы по вопросам авторского права, продолжавшиеся более 10 лет. После того как Верховный Суд России не удовлетворил его иск, Александр Сергеевич обратился в Европейский суд по правам человека в Страсбурге, где его дело было зарегистрировано в 2007 году, однако по существу ещё рассмотрено не было.
В 2002 году на Первом канале была предпринята попытка реанимировать телесериал под названием «Следствие ведут ЗнаТоКи. Десять лет спустя», и по сценариям Александра и Ольги Лавровых были отсняты ещё две серии «Третейский судья» и «Пуд золота».
Скончался 15 апреля 2011 года. Похоронен в Москве на Востряковском кладбище.

## Сочинения
Все произведения в соавторстве с Ольгой Лавровой

### Публицистика
- 1961 — «Молодёжный оперативный», «ЧП — дармоед!»
- 1962 — «Чтобы не совершилось преступление», «Случается дело», «Товарищ ребёнок»
- 1963 — «Дать по лапе!»
- 1964 — «Особо опасен»
- 1967 — «Воспитание чувств»
- 1970 — «Вы, ваш ребёнок и мир вокруг»
- 1983 — «Хроника уголовного дела»

### Проза
- 1965 — «Солдаты в синих шинелях. Рассказы о следователе Стрепетове и его товарищах» (Сборник рассказов «Зелёное одеяльце», «Личный сыск», «Отдельное требование», «Цена истины» и «Ночной выстрел»)[8].
- 1974 — «Следствие ведут ЗНАТОКИ», дела № 1 — 6
- 1976 — «Следствие ведут ЗНАТОКИ», Выпуск 2, дела № 7 — 10
- 1985 — «Следствие ведут ЗНАТОКИ», Выпуск 3, дела № 11 — 15
- 1989 — «Следствие ведут ЗНАТОКИ», Выпуск 4, дела № 16 — 21
- 2002 — «Знатоки возвращаются. Третейский судья (Десять лет спустя)» (Дела № 19 — 23)
- 2003 — «Знатоки возвращаются. Пуд золота» (Дело № 24)

### Драматургия
- 1985 — «Бермудский треугольник», оперетта в двух действиях.

## Экранизации произведений (авторы сценария)
- 1969 — «Солдаты в синих шинелях»
- 1971 — Следствие ведут ЗнаТоКи. Чёрный маклер, Следствие ведут ЗнаТоКи. Ваше подлинное имя, Следствие ведут ЗнаТоКи. С поличным, Следствие ведут ЗнаТоКи. Повинную голову…
- 1972 — Следствие ведут ЗнаТоКи. Динозавр, Следствие ведут ЗнаТоКи. Шантаж, Следствие ведут ЗнаТоКи. Несчастный случай
- 1973 — Следствие ведут ЗнаТоКи. Побег, Следствие ведут ЗнаТоКи. Свидетель
- 1975 — Следствие ведут ЗнаТоКи. Ответный удар
- 1977 — Следствие ведут ЗнаТоКи. Любой ценой
- 1978 — Следствие ведут ЗнаТоКи. «Букет» на приёме, Следствие ведут ЗнаТоКи. До третьего выстрела
- 1979 — Следствие ведут ЗнаТоКи. Подпасок с огурцом
- 1980 — Следствие ведут ЗнаТоКи. Ушёл и не вернулся
- 1981 — Следствие ведут ЗнаТоКи. Из жизни фруктов
- 1982 — Следствие ведут ЗнаТоКи. Он где-то здесь
- 1983 — Из жизни начальника уголовного розыска
- 1985 — Следствие ведут ЗнаТоКи. Полуденный вор, Следствие ведут ЗнаТоКи. Пожар
- 1987 — Следствие ведут ЗнаТоКи. Бумеранг
- 1988 — Следствие ведут ЗнаТоКи. Без ножа и кастета
- 1989 — Следствие ведут ЗнаТоКи. Мафия
- 2002 — Следствие ведут ЗнаТоКи. Третейский судья
- 2003 — Следствие ведут ЗнаТоКи. Пуд золота